# Rudow (stacja metra)
Rudow – podziemna stacja metra w Berlinie na linii U7. W rejestrze stacji metra BVG oznaczana jest skrótem R.
Stacja Rudow znajduje się w okręgu administracyjnym Neukölln, w dzielnicy Rudow, od której wzięła swoją nazwę. Została otwarta dnia 1 lipca 1972 jako ostatnia z pięciu stacji końcowego odcinka linii U7 zwanego Rudower Strecke, a budowanego w latach 1965-72. Od chwili otwarcia stanowi końcową stację dla tej linii. Od poprzedniej stacji Zwickauer Damm dzieli ją odległość 1103 m. Istnieją plany zakładające rozbudowę linii U7 i przedłużenie jej w kierunku południowym i połączenia jej z podziemnym dworcem kolejowym na lotnisku Berlin Brandenburg.
Stacja Rudow składa się z jednego peronu z dwoma torami, na który prowadzą dwa wejścia z ulicy Neuköllner Straße. Drugie z nich zostało ukończone w roku 2008, wyposażone jest w windę, aby umożliwić korzystanie ze stacji osobom niepełnosprawnym poruszającym się na wózkach inwalidzkich. Autorem projektu stacji był, podobnie jak w przypadku innych stacji tego odcinka berliński architekt Rainer G. Rümmler. Wnętrze utrzymane jest w tonacji jasnoczerwonej. Ściany boczne pokryte zostały płytami z eternitu, a filary na peronie profilowanymi zaokrąglonymi w narożnikach płytami aluminiowymi.